# 1992年の相撲
1992年の相撲（1992ねんのすもう）は、1992年の相撲関係のできごとについて述べる。

## 大相撲

### できごと
- 1月、1月場所を19歳5ヶ月で優勝の貴花田は史上最年少優勝。横綱旭富士引退、年寄旭富士承認。9日目の琴の若-巴富士戦と14日目の時津洋-日立龍戦の2番を場所後に監察委員会が無気力相撲と認定、監察委員会の無気力相撲認定は約20年ぶり。
- 2月、役員改選が行われ、新理事長に佐田の山出羽海、新理事に佐渡ヶ嶽、新監事に藤島が選ばれた。日本大学出身のアマチュア横綱成松伸哉が立浪部屋に入門。
- 3月、新弟子検査合格者151名は史上最多。
- 4月、九重（元北の富士）と陣幕（元千代の富士）が名跡交換。出羽海理事長が雲仙普賢岳の噴火が続く長崎県島原市と深江町を訪れ見舞金を贈った。
- 5月、夏場所直前に横綱北勝海引退。これにより横綱が空位となった。年寄北勝海承認。力士入門規定を一部改正し、義務教育修了の男子に、新たに20歳未満と年齢制限が加えられた。またアマチュア大会で好成績を収めた者は25歳未満。場所後の番付編成会議で曙の大関昇進決定。元関脇栃司引退、年寄入間川襲名。
- 6月、元関脇巨砲引退、年寄大嶽襲名。海外巡業がスペインのマドリード、ドイツのデュッセルドルフで行われた。
- 9月、元関脇逆鉾引退、年寄春日山襲名。元前頭筆頭薩洲洋引退、年寄錣山襲名。三役格行司木村庄太郎が27代式守伊之助に昇格。
- 10月27日、貴花田と宮沢りえが婚約発表。
- 12月、力士志望者の年齢制限を現行の20歳未満から23歳未満に変更。元小結両国引退、年寄中立襲名。

### 本場所
- 一月場所（両国国技館・12日～26日）
幕内最高優勝 : 貴花田光司（14勝1敗,初）
十両優勝 : 豊ノ海真二（12勝3敗）
- 三月場所（大阪府立体育会館・8日～22日）
幕内最高優勝 : 小錦八十吉（13勝2敗,3回目）
十両優勝 : 恵那櫻徹（11勝4敗）
- 五月場所（両国国技館・10日～24日）
幕内最高優勝 : 曙太郎（13勝2敗,1回目）
十両優勝 : 琴ヶ梅剛史（11勝4敗）
- 七月場所（愛知県体育館・5日～19日）
幕内最高優勝 : 水戸泉政人（13勝2敗,初）
十両優勝 : 琴稲妻佳弘（11勝4敗）
- 九月場所（両国国技館・13日～27日）
幕内最高優勝 : 貴花田光司（14勝1敗,2回目）
十両優勝 : 琴別府要平（12勝3敗）
- 十一月場所（福岡国際センター・8日～22日）
幕内最高優勝 : 曙太郎（14勝1敗,2回目）
十両優勝 : 駒不動大助（11勝4敗）
- 年間最優秀力士賞（年間最多勝）貴花田光司（60勝30敗）

## アマチュア
- 第1回世界相撲選手権大会が両国国技館で開催（12月12日開幕）。

## 誕生
- 2月10日 - 大砂嵐金崇郎（最高位：前頭筆頭、所属：大嶽部屋）[1]
- 3月10日 - 彩尊光（最高位：十両11枚目、所属：錣山部屋）[2]
- 3月18日 - 髙立直哉（最高位：十両13枚目、所属：木瀬部屋）[3]
- 4月24日 - 翔猿正也（現役力士、所属：追手風部屋）[4]
- 6月22日 - 宇良和輝（現役力士、所属：木瀬部屋）[5]
- 7月15日 - 北勝富士大輝（最高位：小結、所属：八角部屋、年寄：大山）[6][7]
- 8月26日 - 栃丸正典（現役力士、所属：春日野部屋）[8]
- 10月11日 - 千代鳳祐樹（最高位：小結、所属：九重部屋、年寄：錦島）[9][10]
- 12月15日 - 大奄美元規（現役力士、所属：追手風部屋）[11]
- 12月25日 - 御嶽海久司（現役力士、所属：出羽海部屋）[12]
- 12月30日 - 大成道喜悌（最高位：十両12枚目、所属：北の湖部屋→木瀬部屋）[13]

## 死去
- 1月11日 - 栃葉山暁輝（最高位：十両9枚目、所属：春日野部屋、* 1946年【昭和21年】）
- 4月11日 - 平鹿川泰二（最高位：前頭13枚目、所属：春日山部屋→立浪部屋、* 1924年【大正13年】）[14]
- 4月23日 - 栃ノ花善治郎（最高位：十両2枚目、所属：春日野部屋、* 1902年【明治35年】）
- 7月4日 - 柏龍成彦（最高位：十両17枚目、所属：錦島部屋→伊勢ノ海部屋、* 1930年【昭和5年】）
- 7月6日 - 宮錦浩（最高位：小結、所属：芝田山部屋→高田川部屋→高砂部屋、* 1927年【昭和2年】）[15]
- 12月27日 - 大熊元司（プロレスラー、元幕下93枚目崎錦、* 1941年【昭和16年】）[16]

## 作品
- 映画『シコふんじゃった。』1992年1月15日公開。

- NHK連続テレビ小説『ひらり』（1992年10月5日 - 1993年4月3日） - 元幕内力士の若ノ海正照が出演。原作・脚本は内館牧子（2000年に横審就任）。